# Rhamphomyia tachulanensis
Rhamphomyia tachulanensis är en tvåvingeart som beskrevs av Saigusa 1966. Rhamphomyia tachulanensis ingår i släktet Rhamphomyia och familjen dansflugor. Inga underarter finns listade i Catalogue of Life.